# (3931) Batten
(3931) Batten (1984 EN) – planetoida z grupy pasa głównego asteroid okrążająca Słońce w ciągu 3,71 lat w średniej odległości 2,39 j.a. Odkryta 1 marca 1984 roku.